# Desmosomella falklandicum
Desmosomella falklandicum är en kräftdjursart som först beskrevs av Nordenstam 1933.  Desmosomella falklandicum ingår i släktet Desmosomella och familjen Desmosomatidae. Inga underarter finns listade i Catalogue of Life.